# Mende (Volk)

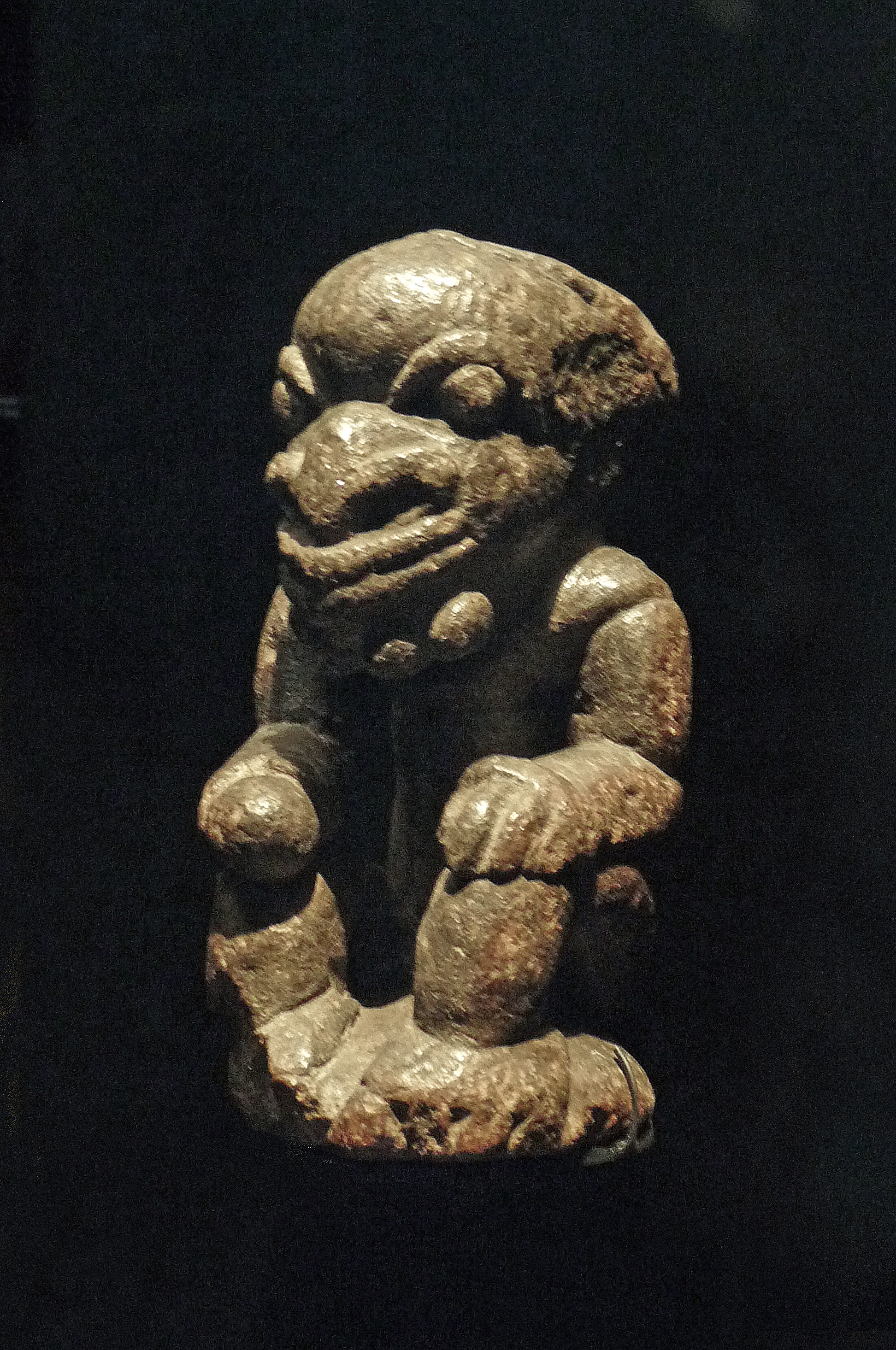
Nomoli der Mende

Die Mende sind ein westafrikanisches Volk. Sie sprechen die Sprache Mende und leben hauptsächlich in Sierra Leone, Liberia und Guinea. Ihre kulturellen und sprachlichen Traditionen legen die Vermutung nahe, dass sie zwischen dem 2. und dem 16. Jahrhundert aus dem Westsudan dorthin migrierten und mit einem Teil der größeren Mande-Ethnie verwandt sind. Sie haben ein eigenes Schriftsystem für ihre Sprache, die Mende-Schrift.
Die Mende bauen Reis und andere Getreidearten an und praktizieren dabei bodenschonende Fruchtfolge. Die Oberschicht der Gesellschaft stammt größtenteils von den Mané ab, den Soldaten des Songhaireiches.
Kriegerische Auseinandersetzungen zwischen den ansässigen Völkern führten im 19. Jahrhundert dazu, dass viele  Mende in die Sklaverei verkauft wurden. Bekannt wurde der Mende Sengbe Pieh als Anführer des Sklavenaufstandes auf dem Schiff La Amistad.
Das Leiden dieses Volkes setzte sich auch im 20. Jahrhundert fort, sowohl im Liberianischen Bürgerkrieg als auch im Bürgerkrieg in Sierra Leone verloren Tausende Mende Besitz, Gesundheit oder das Leben.

## Sierra Leone
In Sierra Leone stellen die Mende mit knapp 2,26 Millionen Menschen die größte Volksgruppe dar. Sie haben dort einen Anteil an der Gesamtbevölkerung von 32,2 Prozent (Stand 2015). Sie leben vor allem im Süden und Südosten des Landes.